# Izvor, Pernik
Izvor (în bulgară Извор) este un sat în comuna Radomir, regiunea Pernik,  Bulgaria. 

## Demografie
Componența etnică a satului Izvor
     Bulgari (96,08%)
     Nicio identificare (3,91%)
     Altele (0%)
La recensământul din 2011, populația satului Izvor era de 536 locuitori. Din punct de vedere etnic, majoritatea locuitorilor (96,08%) erau bulgari. Pentru 3,91% din locuitori nu este cunoscută apartenența etnică.